# برنارد مارتن ديكر
برنارد مارتن ديكر (بالإنجليزية: Bernard Martin Decker)‏ هو محامي وقاضي أمريكي، ولد في 2 أبريل 1904 في هايلاند بارك في الولايات المتحدة، وتوفي في 3 نوفمبر 1993.